# Чечетов, Михаил Васильевич
Михаи́л Васи́льевич Че́четов (укр. Михайло Васильович Чечетов; 3 октября 1953, Любимовка, Курская область — 28 февраля 2015, Киев) — украинский политик и государственный деятель.

## Биография
Родился в селе Любимовка Кореневского района Курской области. С 1971 года работал в Енакиево слесарем, крепежником на шахте «Юнком» ПО «Орджоникидзеуголь» В 1979 году окончил Харьковский инженерно-экономический институт по специальности «экономика и организация горной промышленности» (квалификация — «горный инженер-экономист»).
С 1982 по 1994 год работал преподавателем Харьковского инженерно-экономического института, занимал должность декана экономического факультета.

### Политическая карьера
В 1994 году Михаил Чечетов становится народным депутатом Украины II созыва от фракции «Социально-рыночный выбор», с 1994 по 1998 год являлся заместителем руководителя комитета Верховной Рады Украины по вопросам экономической политики и управления народным хозяйством. В 1998—1999 годах являлся заместителем министра экономики Украины. С сентября 1999 по апрель 2003 года — первый заместитель Председателя Фонда госимущества Украины (ФГИУ). С апреля 2003 по апрель 2005 года — глава Фонда. После Оранжевой революции оставил политику и вернулся к преподавательской деятельности, став в 2005 году профессором кафедры бухгалтерского учета и аудита Харьковского национального экономического университета.
В апреле 2006 года, и на перевыборах 2007 года Чечетов снова становится народным депутатом Украины от Партии регионов. Член президиума политсовета и политисполкома партии. В Верховной Раде VI созыва возглавляет подкомитет по вопросам предпринимательства Комитета по вопросам промышленной и регуляторной политики и предпринимательства. С декабря 2012 года — народный депутат Украины VII созыва от Партии регионов (№ 21 в списке). Первый заместитель главы фракции Партии регионов. Член комитета ВР по вопросам промышленной и инвестиционной политики; член счетной комиссии Верховной Рады.
С 11 марта 2010 по 24 февраля 2014 года — внештатный советник Президента Украины.

### Уголовное преследование
20 февраля 2015 года Чечетову вручили сообщение о подозрении в совершении преступления во время принятия 16 января 2014 года так называемых «диктаторских законов»: как член счётной комиссии он подписал протокол о голосовании с недостоверными данными. Генпрокуратура посчитала это подпадающим под ч. 2 ст. 364 (злоупотребление властью или служебным положением при отягчающих обстоятельствах), ч. 5 ст. 27 ч. 2 ст. 366 (служебная подделка) Уголовного кодекса Украины.
В этот же день Печерский районный суд Киева вынес постановление об избрании меры пресечения в виде содержания под стражей, пока не будет внесён залог в размере 4 млн 990 тыс. гривен (~ $ 185 тыс.). 23 февраля за политика был внесён залог, и вечером этого дня он уже вышел из СИЗО.

### Смерть
Предположительно покончил жизнь самоубийством в ночь на 28 февраля 2015 года, выбросившись из окна собственной квартиры, находящейся на 17 этаже. Оставил после себя предсмертную записку, содержание которой, насколько известно, таково: «Нет никаких моральных сил больше жить. Я ухожу. Думаю, так будет лучше для всех. Спасибо всем за поддержку». Также известно, что после начатого против него уголовного преследования Чечетов находился в глубокой депрессии. По факту гибели было возбуждено криминальное производство по статье 115 Уголовного кодекса — умышленное убийство — для проверки всех возможных версий. По характеристике А. Мороза, Чечетов "был в общем-то мягким и совестливым человеком".
В апреле того же года ответственность за убийства Чечетова, а также Пеклушенко, Мельника, Олега Калашникова и Олеся Бузины взяла на себя организация «Украинская повстанческая армия». Такое заявление было разослано с анонимного адреса на почтовый адрес партии "Оппозиционный блок", а также адрес украинского политолога Фесенко. Согласно заявлению СБУ в Украине об организации с таким именем им не известно, а согласно проведённой экспертизе письмо было написано лицами которые не являются носителями украинского языка, а также было разослано с мерами которые позволяли бы исключить идентификацию отправителя.
Похоронен на Южном кладбище города Киева. На церемонии присутствовали Юрий Бойко, Александр Ефремов, Александр Попов, Михаил Добкин и другие политики времён президентства Виктора Януковича.

### Скандалы
По информации издания «Украинская правда», будучи главой Фонда госимущества Украины, Чечетову приходилось выполнять приватизацию государственных объектов под давлением олигархов. Отмечалось, что 25 августа 2005 года был составлен протокол явки с повинной Михаила Чечетова, в котором он сообщал, что под давлением бывшего главы Администрации президента Виктора Медведчука был вынужден приватизировать дачные дома в Пуще-Водице в пользу ООО Футбольный клуб «Динамо Киев», однако умышленно сделал это так, чтобы, «когда Медведчук В. В. перестанет влиять на процессы в государстве», у государства была возможность вернуть это имущество.
14 сентября 2005 года от Чечетова были получены объяснения о приватизации Криворожстали и НЗФ, в которых фигурируют имена Виктора Пинчука, а также бывших бизнес-партнёров Рината Ахметова и Сергея Таруты; приватизация осуществлялась, по его словам, по указанию Леонида Кучмы. В документах Михаил Чечетов указал, что процессом приватизации «Павлоградуголь» интересовался бывший премьер-министр Виктор Янукович, в нём должна была победить структура Рината Ахметова, ради чего были разработаны соответствующие условия конкурса приватизации. Бывший же председатель Луганской ОГА Александр Ефремов требовал увеличить долю частного инвестора в ходе приватизации «Северодонецкого объединения „Азот“» с 40 % до 60 %, что было поддержано Кучмой.

## Степени, звания и награды
Кандидат экономических наук, доктор наук по государственному управлению, профессор. Заслуженный экономист Украины. Автор свыше 500 научных и научно-публицистических работ. Награждён орденами «За заслуги» III (2003), II (2011) и I (2013) степеней.

## Семья
Был женат. Супруга Наталья Чечетова (1954 г. р.) — сотрудница аппарата Верховной рады Украины. Дочь Татьяна Чечетова-Терашвили (1979 г. р.) — преподаватель Харьковского национального экономического университета им. С. Кузнеца.